# Реакція Кренке (одержання альдегідів)

Реакція Кренке (одержання альдегідів)

Реакція Кренке (одержання альдегідів) (англ. Kroenke reaction) — одержання альдегідів при взаємодії солей N-алкілпіридинію з п-нітрозодиметиланіліном (у водному піридині, при додаванні NaOH) з наступним кислотним гідролізом нітрону.